# Hussaini Dalan

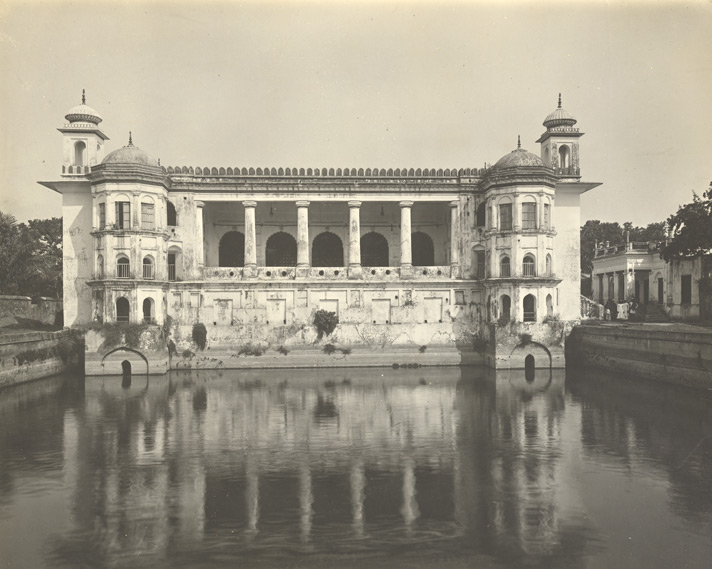
Hussaini Dalan în 1904

Hussaini Dalan (în bengaleză হোসেনী দালান) este o clădire construită inițial spre partea a doua a guvernării Mughal (secolul al XVII-lea) în Dhaka. A fost construită ca Imambara sau casa Imamului, liderul religios al comunității musulmane șiite. Hussaini Dalan este principalul Hussainiya din Dhaka sau locul pentru Majlis, adunările care aveau loc în timpul lunii Muharram, adunarea religioasă din a zecea zi care comemorează martiriul lui Husayn, nepotul profetului islamic Mahomed.

## Istorie
Potrivit lui Taylor (1839),
Principalele lăcașuri de cult mahomedane sunt Edgah și Hossainee Delaun, despre ultima spunându-se că a fost construită de o persoană numită Mir Murad, care deținea Darogah Nawarrah Mehals și care era însărcinat să se ocupe de clădirile publice pe vremea sultanului Muhammad Azam.
A fost construită pe timpul prințului Shah Shuja (anii de domnie 1639-1647 și 1652-1660), fiul împăratului mogul Shah Jahan. Deși Shuja era musulman sunit, el a patronat și instituțiile șiite. Conform tradiției, Mir Murad a visat că imamul Hussain va ridica o „taziah khana” sau casă de doliu, ceea ce a dus la construirea casei Hussaini Dalan.
Ridicată pe temeliile unei foste mici taziakhana, clădirea a suferit modificări. În timpul guvernării Companiei Indiei de Est, a fost reparată în 1807 și 1810. Data inițială a construcției este încă disputată, dar Hussaini Dalan în forma sa actuală este atribuită lui Nasrat Jung, care a reconstruit Imambara în 1823. Acoperișul plat actual a fost reconstruit de Nawab Ahsanuallah Bahadur după cutremurul din 1897, iar în partea de sud a fost adăugată o altă verandă.

## Arhitectură

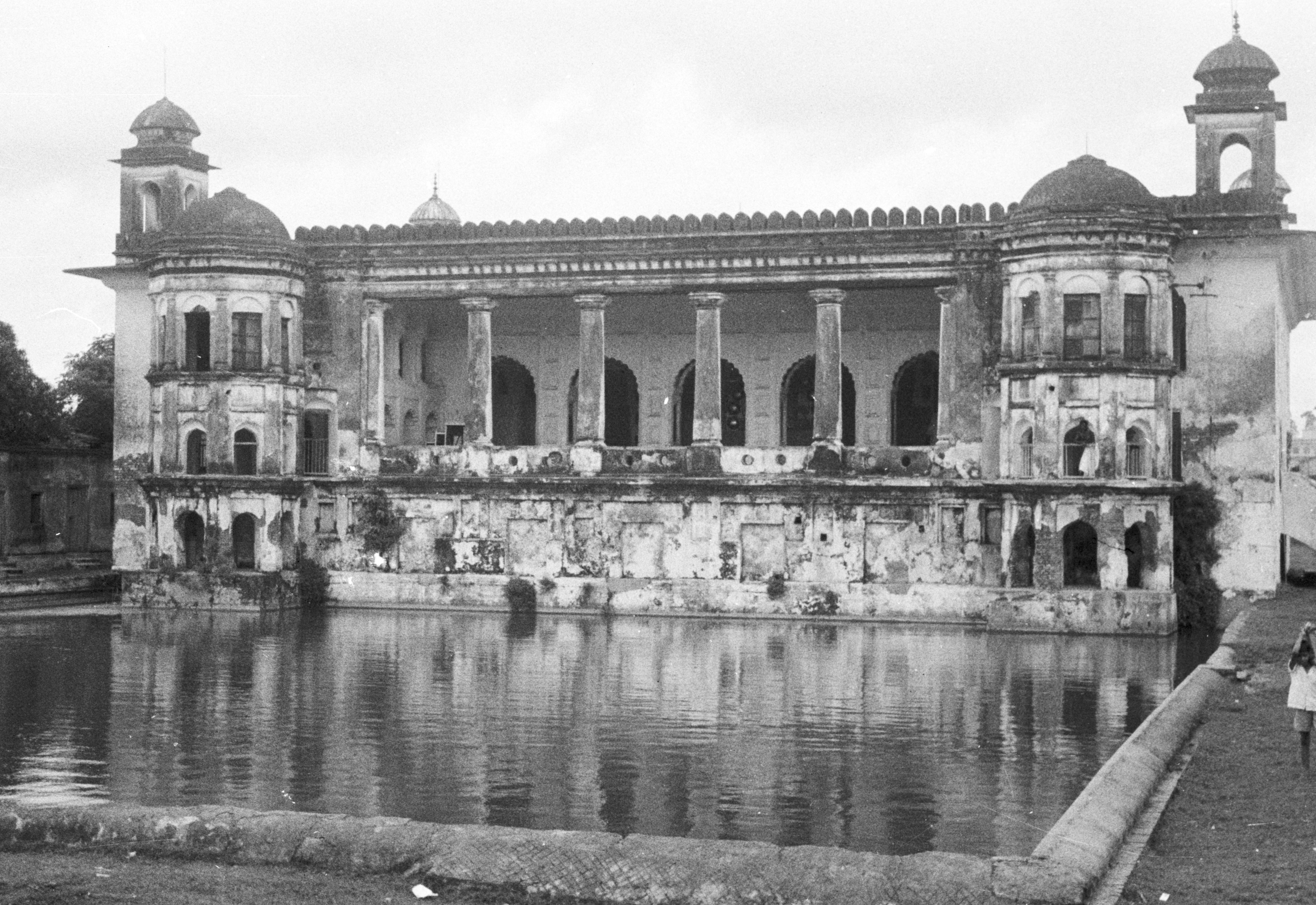
Hussain Dalan în 1967

Clădirea principală este situată în mijlocul complexului, construită pe o suprafață de aproximativ 88,05 metri pătrați. În sud, aproape de clădire, există un „iaz” cu o suprafață de 1376,95 metri pătrați. Acest iaz este atracția principală a clădirii, ai cărei pereți îi scaldă.
Pe o platformă ridicată este construită o clădire lungă dreptunghiulară, cu patru cabine simple, dar elegante, la colțuri. Intrarea în clădire se face printr-o poartă arcuită construită în partea de nord, iar în partea de sud a clădirii este situat un rezervor de apă din piatră.
Exteriorul include atât motive arhitectonice mogule, cât și britanice. Veranda sudică, cu vedere la rezervorul adânc de apă, ilustrează cel mai bine motivele occidentale, cu patru coloane de ordin doric care susțin veranda. Caracteristicile mogule sunt observate în pavilionul de trei etaje alăturat, pavilion care are ferestre arcuite și șirul de kanjura-uri (ornamente merlon) pe acoperiș.
Etajul principal al clădirii este ridicat pe o platformă cu camere conținând morminte. La etajul principal, două săli mari, cunoscute sub numele de sala Shirni și sala Khutba, sunt amplasate una lângă alta pentru a forma nucleul complexului de clădiri. Camerele secundare cu două etaje se înșiră de o parte și de alta a sălilor, probabil pentru a găzdui doamnele. Există și o serie de trei camere la est și la vest. Camerele laterale, cu excepția celor din partea de nord, au galerii pe al doilea etaj.

## Festivități
Musulmanii șiiți sunt o minoritate în Dhaka. În primele 10 zile ale lunii Muharram, Hussaini Dalan devine un centru de doliu și adunare religioasă în vechiul Dhaka. Atât urmașii suniți, cât și cei șiiți se alătură doliului, care se termină de obicei în Ashura, sărbătoarea când pe străzi se desfășoară o procesiune mare, deși doliul continuă din prima zi de Muharram până în cea de a 10-a din luna islamică Safar.

## Galerie

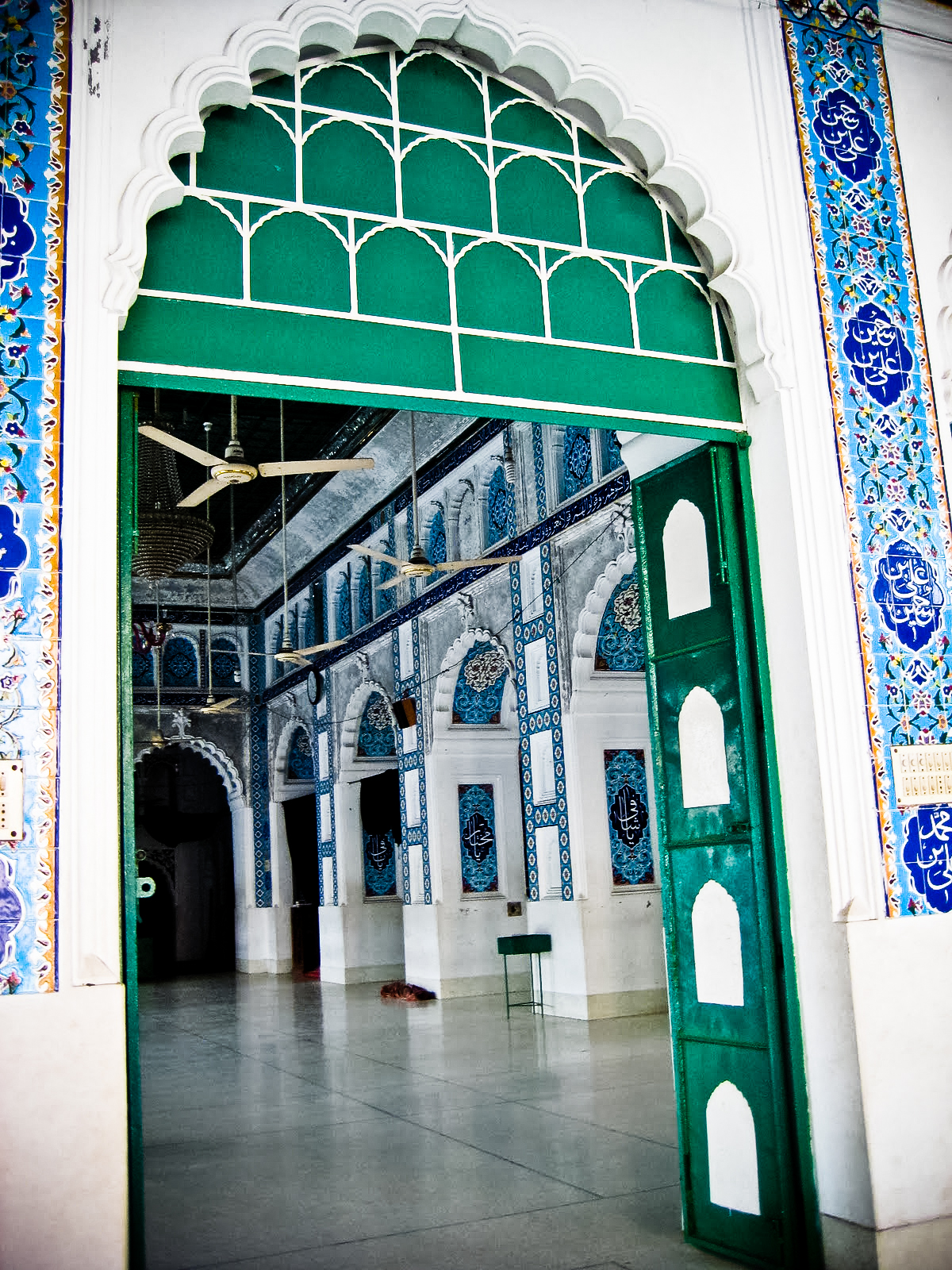
Intrarea în Hussaini Dalan
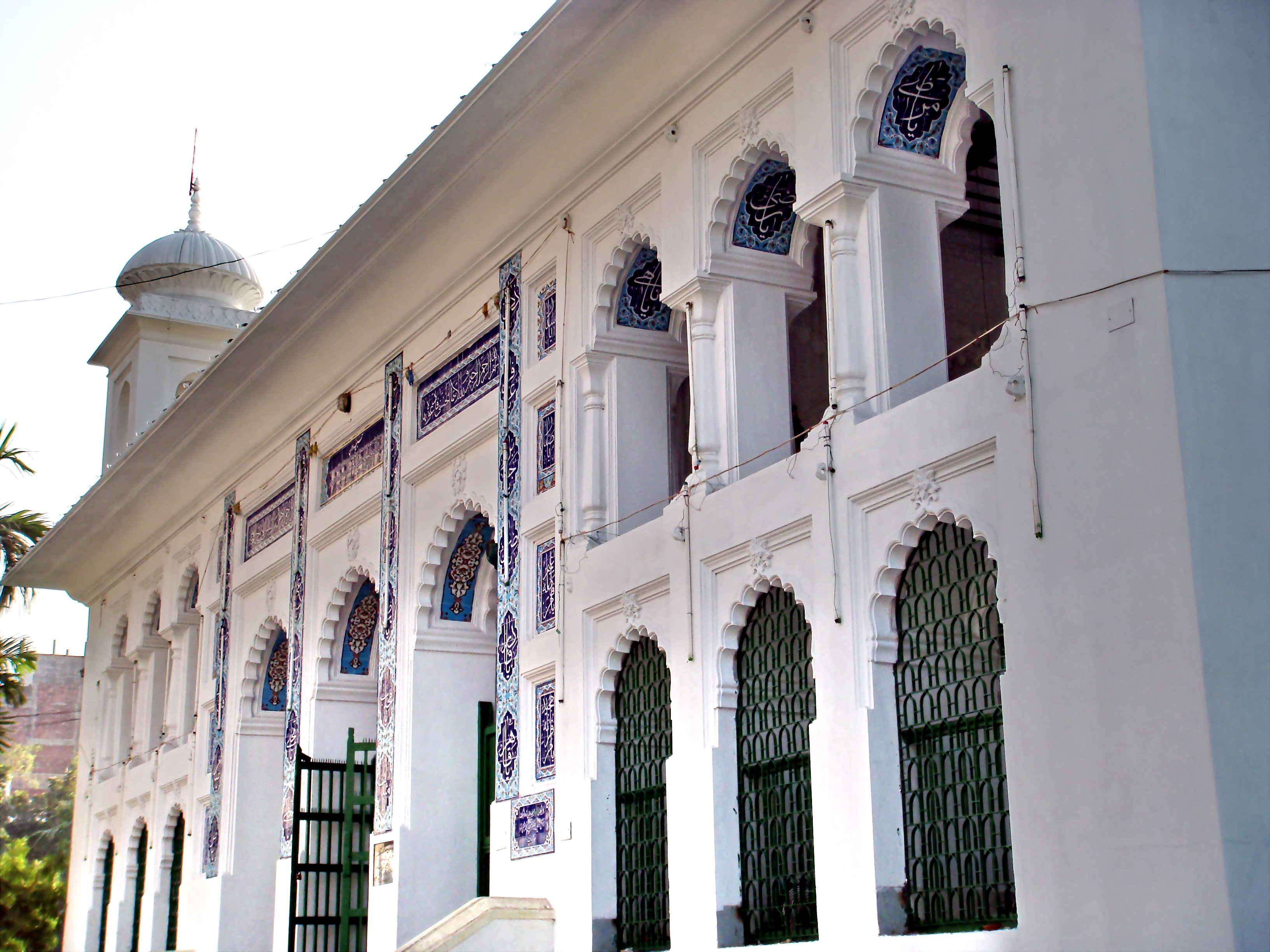
Vedere laterală
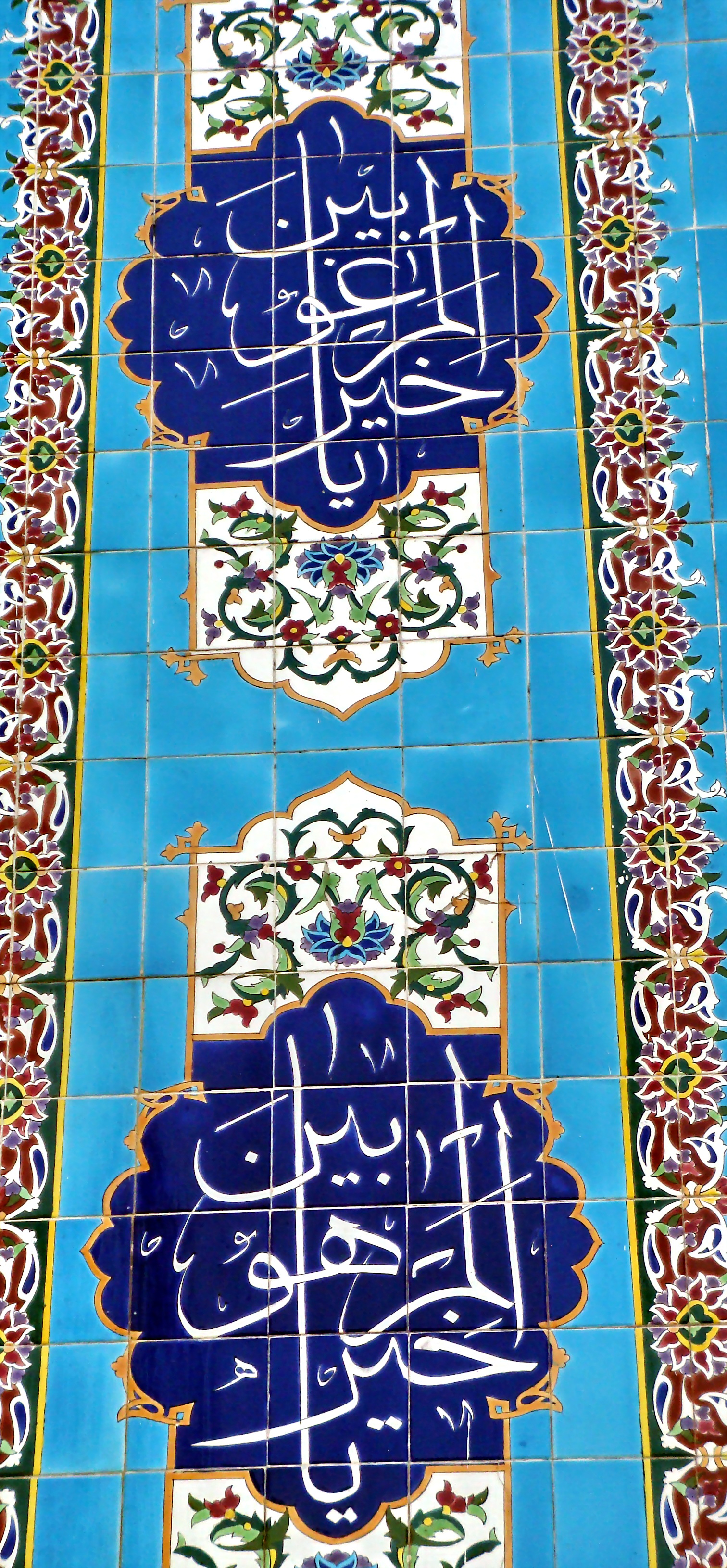
Caligrafie pe pereți
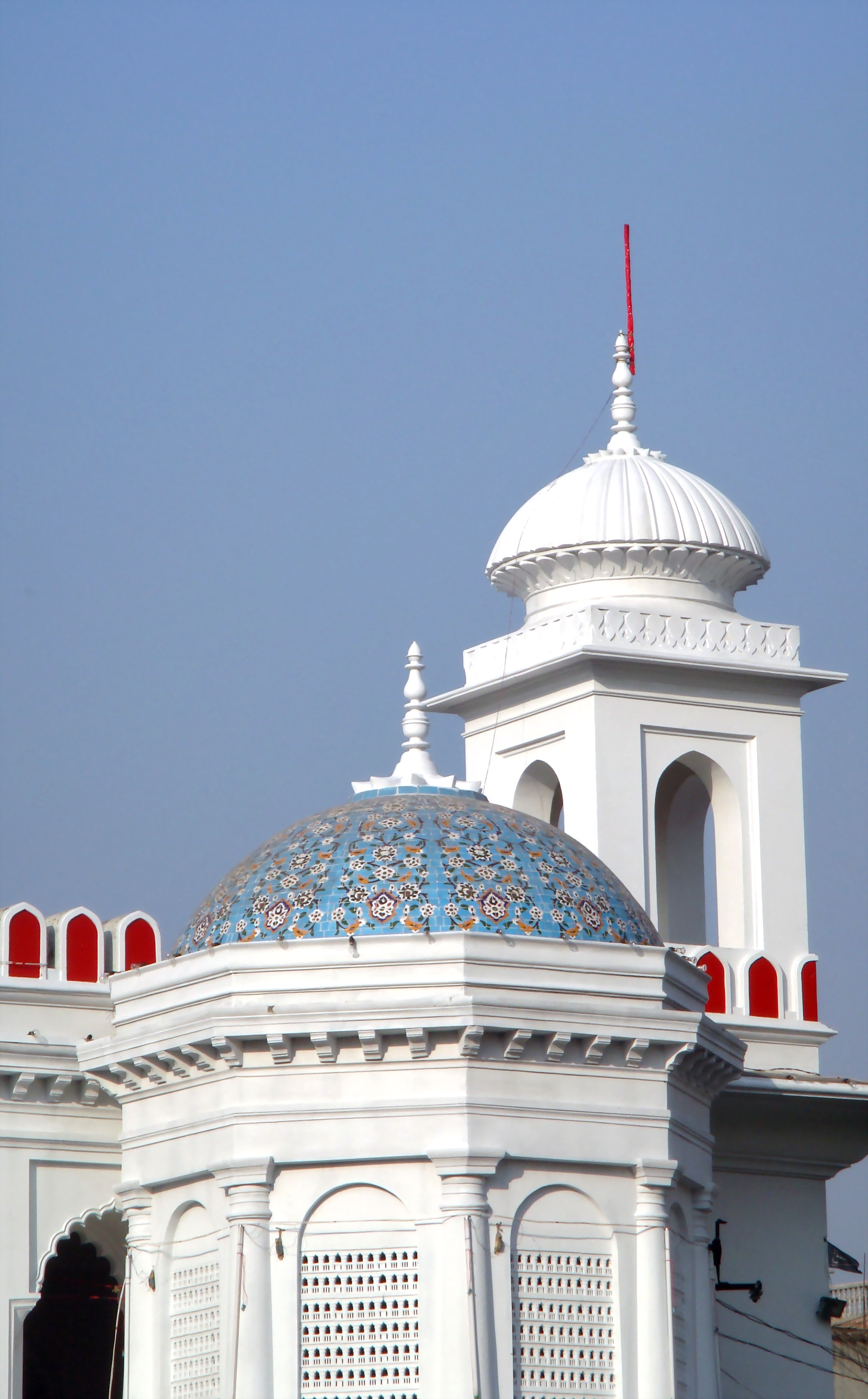
Minaretul
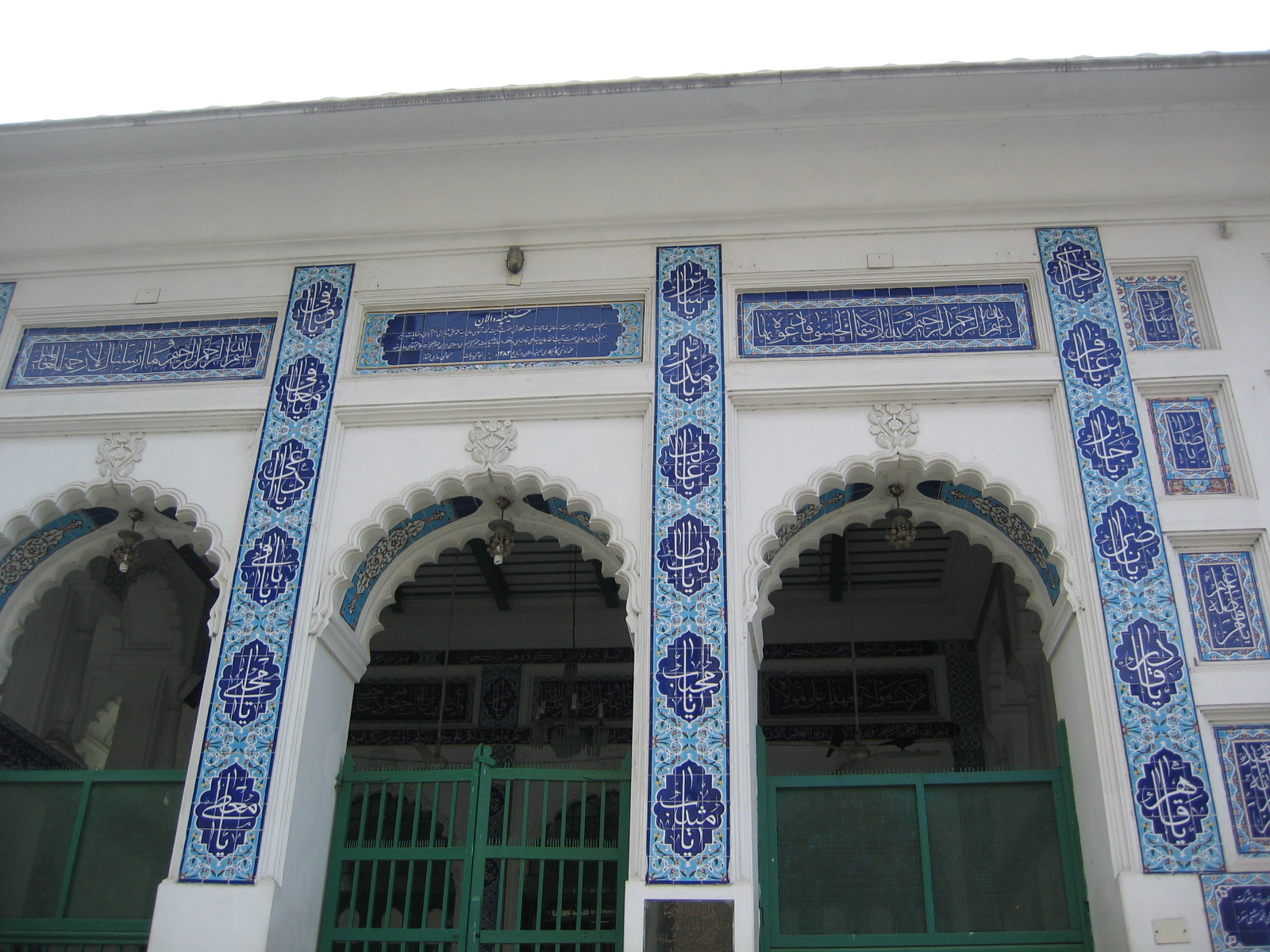
Caligrafie islamică pe fațada nordică
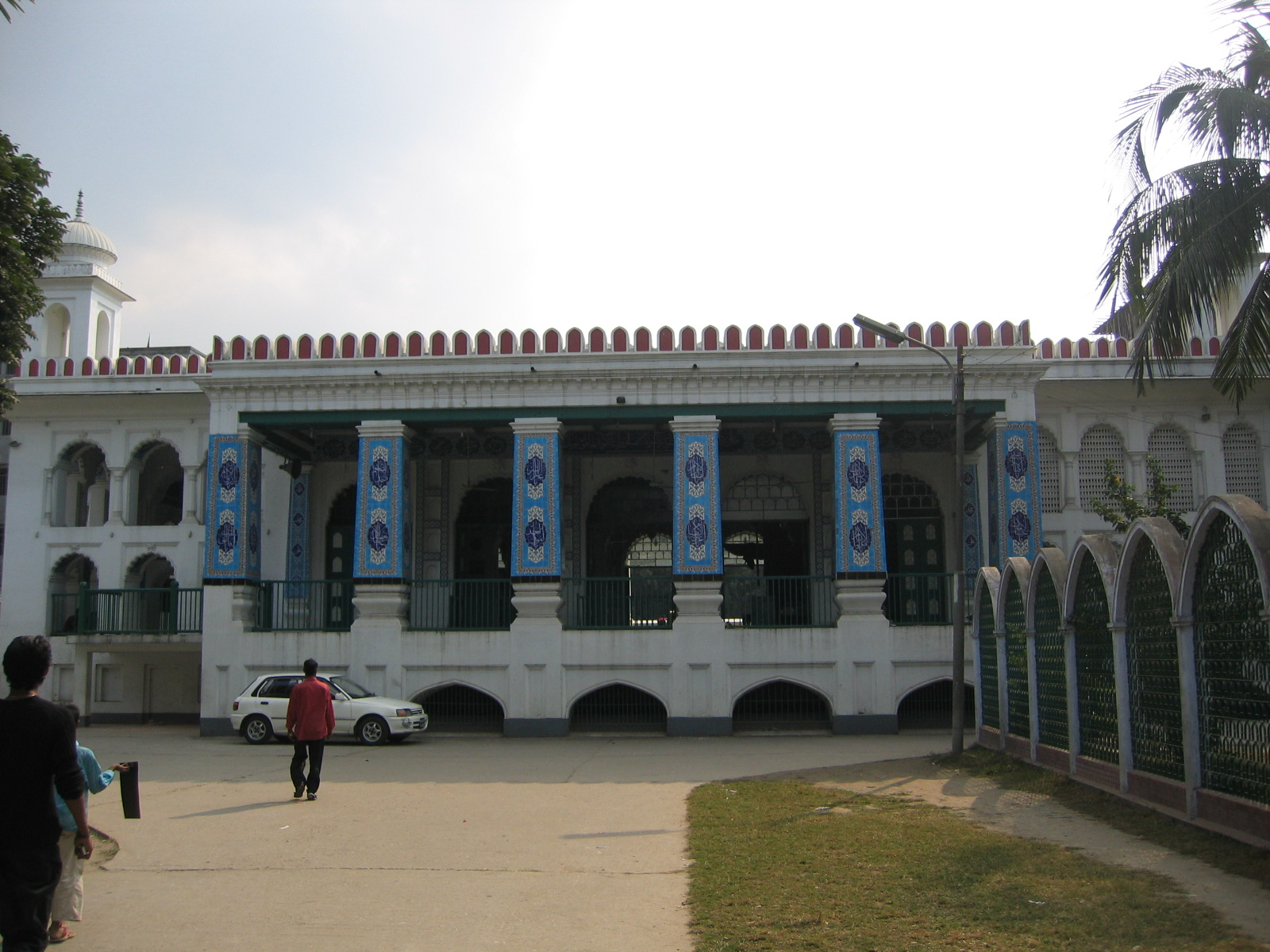
Fațada de nord
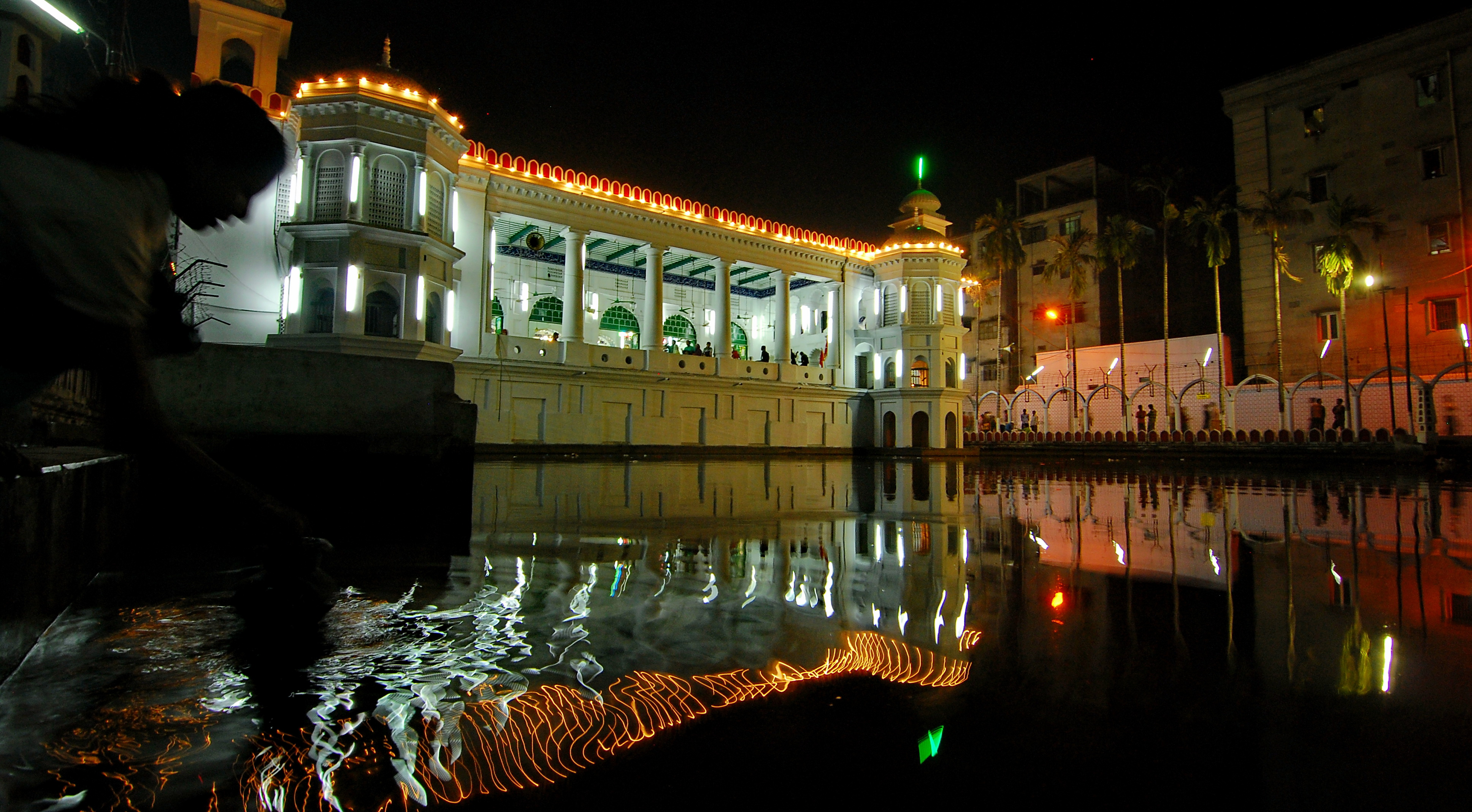
Hussaini Dalan noaptea
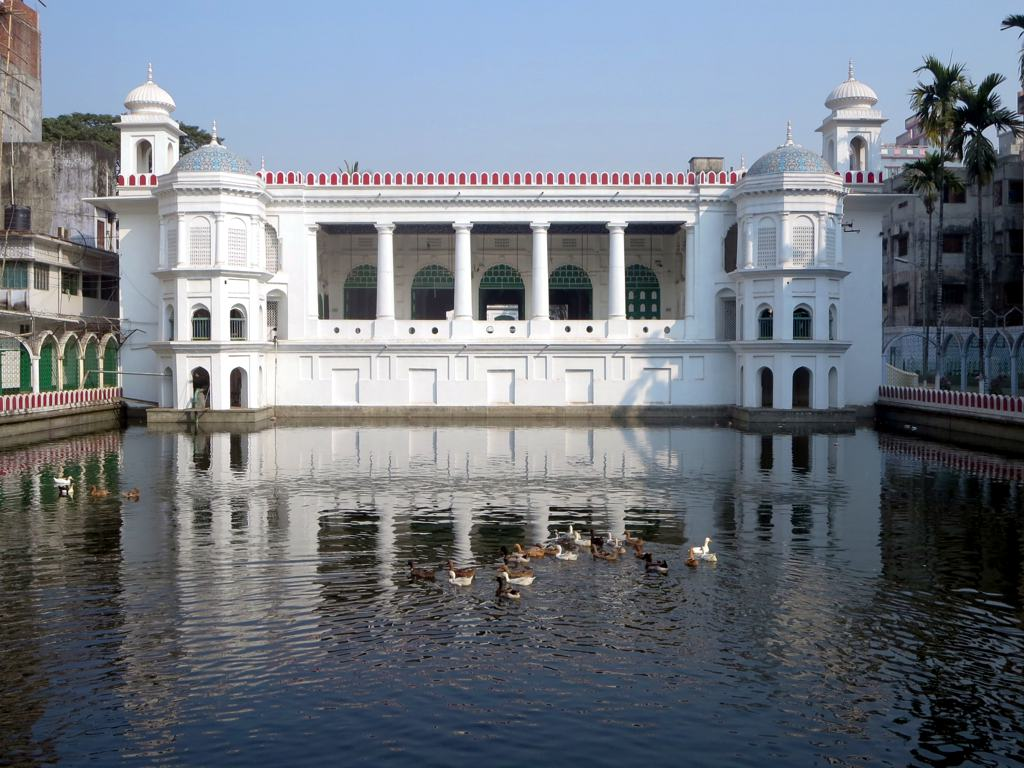
Hussaini Dalan

## Legături externe
- Site neoficial